# Catedral de Skara
A Catedral de Skara (em sueco: Skara domkyrka;  PRONÚNCIA) ou Escara (em latim: Ecclesia Cathedralis Scarensis) é uma igreja na cidade sueca de Skara. 
É a sede da diocese de Skara e a cátedra do seu bispo, sendo a sede episcopal mais antiga da Suécia, implantada na região onde o cristianismo chegou primeiro ao país. 
As suas duas torres principais têm 63 m de altura, e o seu interior tem capacidade para receber 750 pessoas. 
A história da catedral começa a ser traçada no século XI, quando o templo foi  inicialmente erigido em madeira.                      Algum tempo depois, no século XII, foi reconstruído em pedra de arenito em estilo românico.                         No século XIII recebeu elementos góticos novos, e no século XIV elementos gótico tardios.                                                      Mais tarde, já no século XVIII, o edifício recebeu elementos barrocos.                           
Finalmente no século XIX, foi radicalmente restaurado em estilo  neogótico. 
Uma cripta medieval foi descoberta em 1949, na sequência de escavações arqueológicas embaixo de pedras do século XIII. 

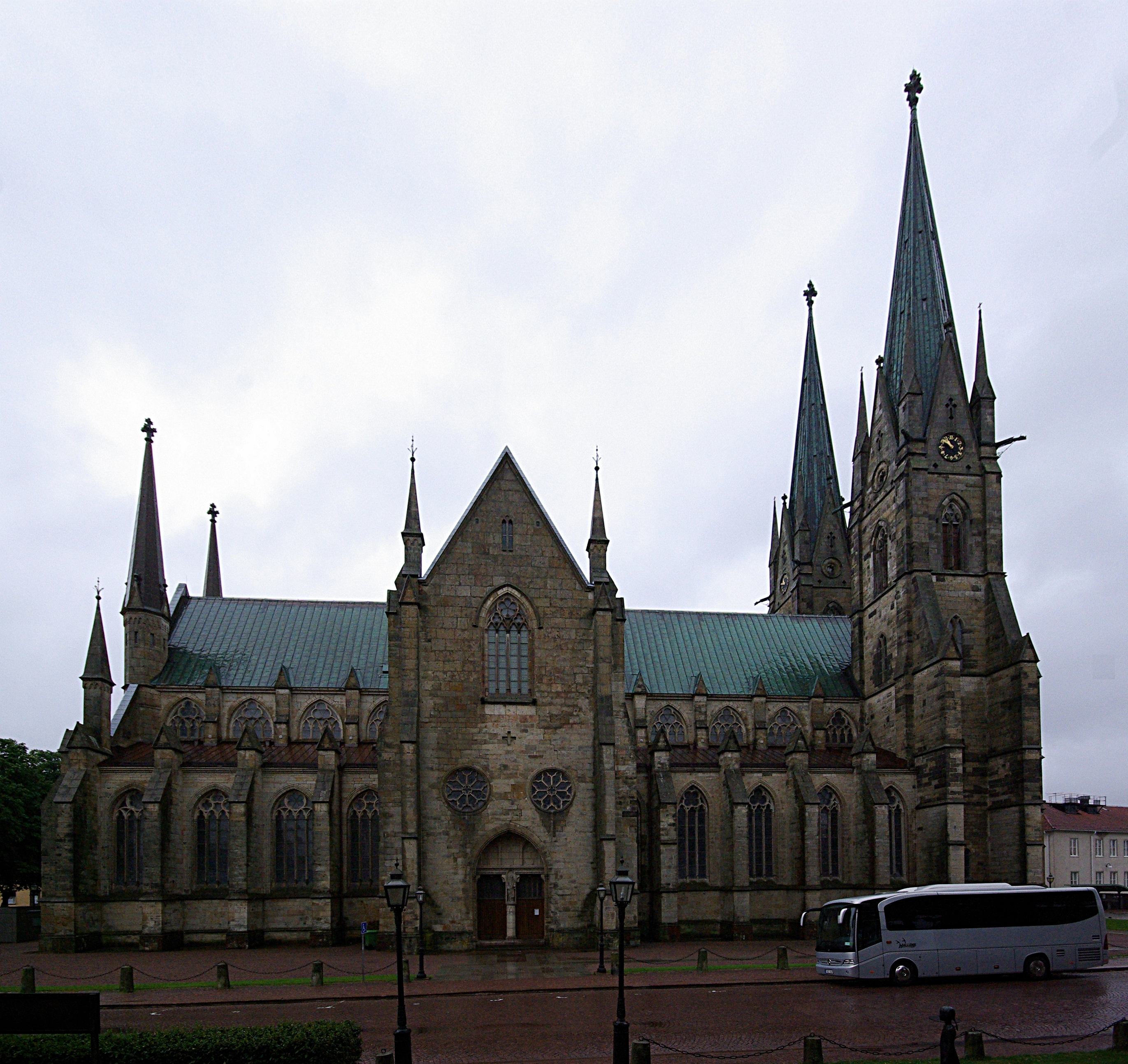
A catedral vista de lado
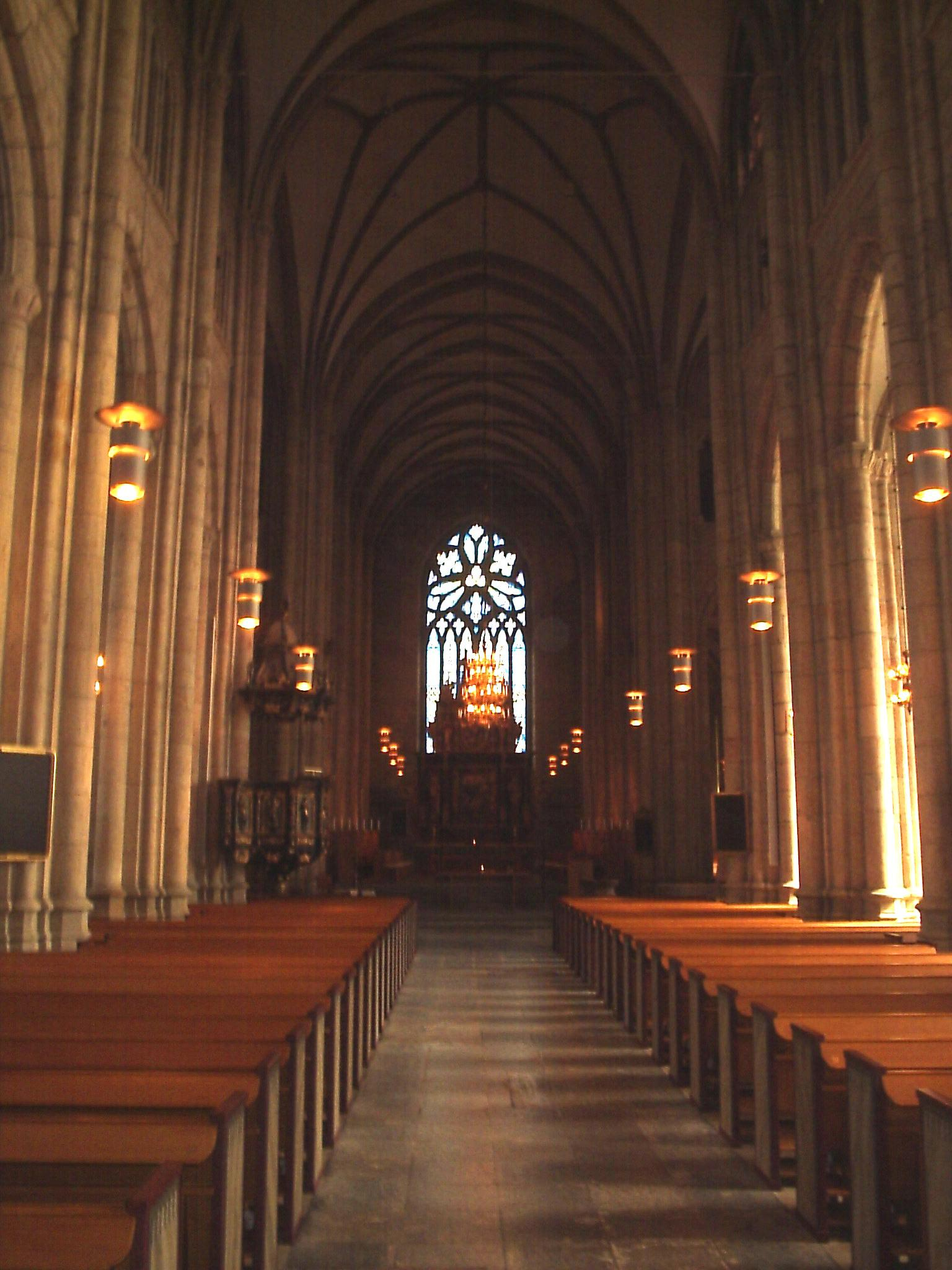
A nave central
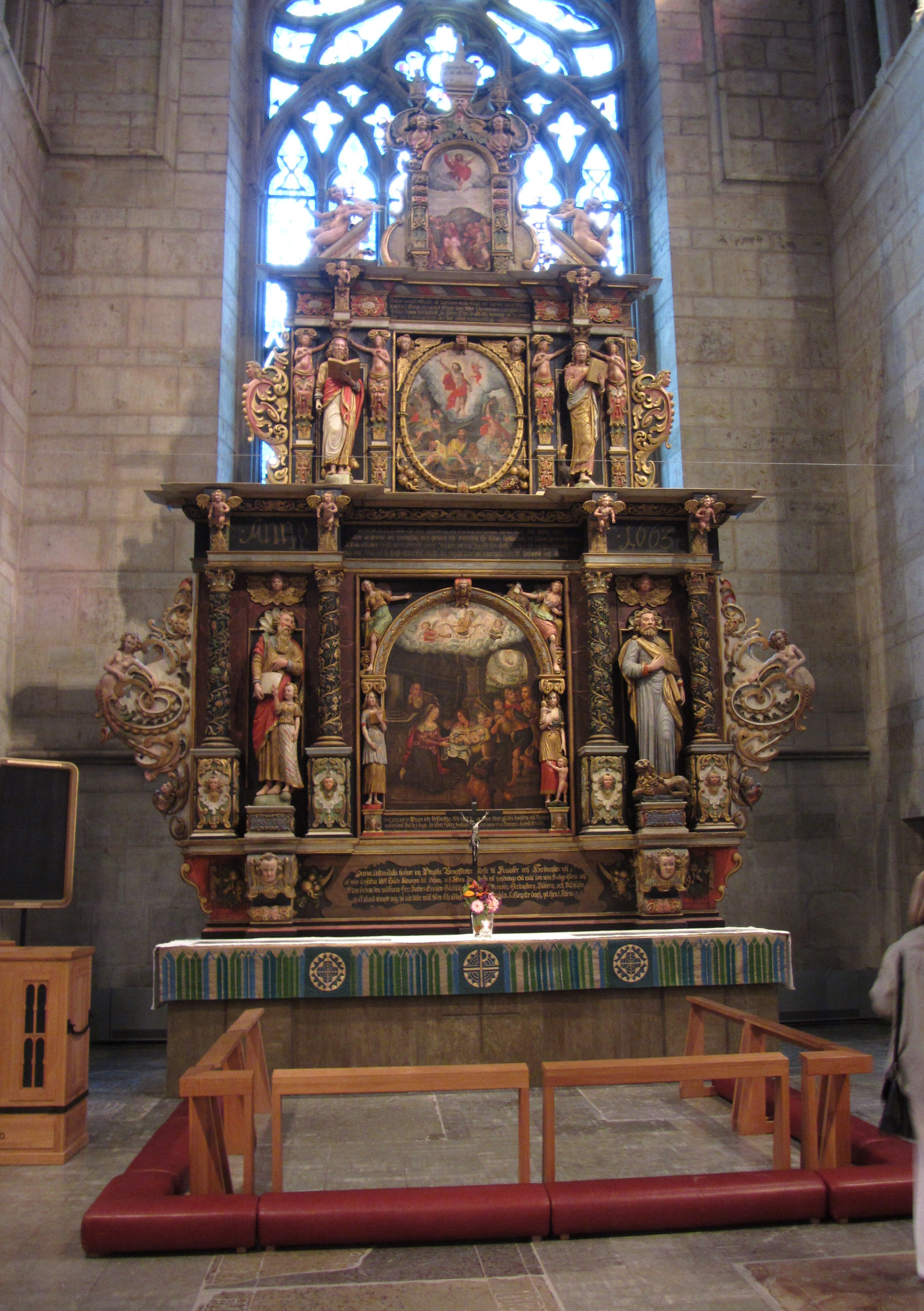
O altar principal
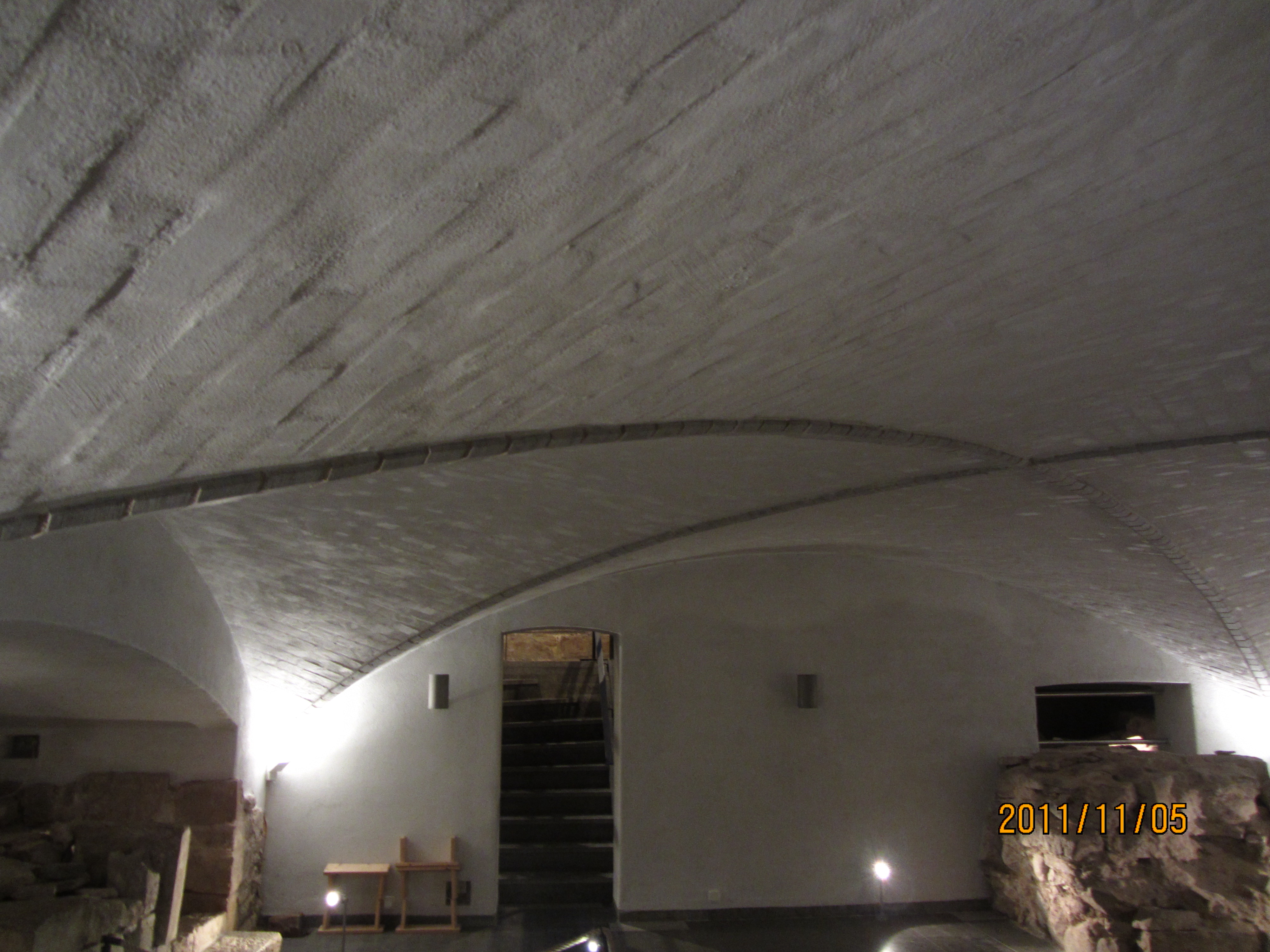
A cripta